# Szalona miłość (film indyjski 1995)
Szalona miłość (hindi: ज़माना दीवाना / Zamaana Deewana) – bollywoodzki film miłosny i musical z 1995 roku w reżyserii Ramesha Sippy’ego ze sławnym dziś Shah Rukh Khanem w roli głównej. Motyw Romeo i Julii w indyjskiej scenerii - dwa zwaśnione rody i miłość młodych, która ma być lekarstwem na nienawiść starych.
Ramesh Sippy nakręcił film mając 70 lat. Z Shah Rukh Khanem więcej nie pracował. Shah Rukh Khan, który zazwyczaj gra w 3-4 filmach rocznie, w roku produkcji tego filmu zagrał w jeszcze sześciu filmach. Zdjęcia kręcono w Bombaju oraz na wyspie Mauritius.

## Fabuła
Kiedyś Madantal "Lala" Malhotra (Jeetendra) i Suraj Singh (Shatrughan) byli najlepszymi przyjaciółmi, ale od kiedy krewny Lala, Sundar zasiał między nimi niezgodę, stali się zawziętymi wrogami. Lala sądzi nawet, że Suraj odpowiada za śmierć jego żony. Ich niekończące się, czasem nawet krwawe konflikty niepokoją policję, więc szuka ona pomocy u psychologa (Anupam Kher), który wpada na pomysł pogodzenia skłóconych. Stwarza on okazję, aby miłość połączyła dzieci zwaśnionych rodów przymuszając tym ojców do zawarcia zgody. Psycholog zakłada się z synem Suraja, lekkoduchem szukającym w życiu ryzyka, że ten nie poderwie pięknej córki Lala Priyi (Raveena Tandon). Rahul wygrywa zakład, ale rozkochując kogoś w sobie można się samemu zakochać. To właśnie przydarza się Rahulowi.

## Obsada
- Jeetendra – Madanlal Malhotra
- Shatrughan Sinha – Suraj Pratap Singh
- Shahrukh Khan – Rahul Singh
- Raveena Tandon – Priya Malhotra
- Anupam Kher – Kamdev Singh (psycholog)
- Prem Chopra – komisarz policji
- Tinu Anand – Sundar
- Kiran Juneja – Shalini Srivastav
- Neelima Azim – Nisha
- Beena – Sarita Malhotra
- Aashif Sheikh – Bobby

## Piosenki
1. "Yeh Hai Mera Faisla" – Udit Narayan i Sapna
2. "Main Agar Pyar Kaaron" – Kumar Sanu i Alka Yagnik